# كايل ميلز
كايل ميلز (15 مارس 1979 بأوكلاند في نيوزيلندا - ) (بالإنجليزية: Kyle Mills)‏ هو لاعب كريكت نيوزلندي. شارك مع منتخب نيوزيلندا الوطني للكريكت. أما مع النوادي، فقد لعب مع نادي مقاطعة ميدلسكس للكريكت ‏ وفريق أوكلاند للكريكت ‏ وLincolnshire County Cricket Club ‏.

## وصلات خارجية
- كايل ميلز على موقع إي آس بي آن كريك إنفو (الإنجليزية)